# NGC 2674
NGC 2674 is een spiraalvormig sterrenstelsel in het sterrenbeeld Waterslang. Het hemelobject werd in 1886 ontdekt door de Amerikaanse astronoom Ormond Stone.

## Synoniemen
- NPM1G -14.0280
- PGC 24785